# Perilissus bellatorius
Perilissus bellatorius là một loài tò vò trong họ Ichneumonidae.